# N553 (België)
De N553 is een gewestweg in België tussen Saint-Homme in Thulin (N51/N552) en de Franse grens bij Roisin, waar de weg overgaat in de D129. De weg heeft een lengte van ongeveer 13 kilometer.
De gehele weg bestaat uit twee rijstroken voor beide rijrichtingen samen.

## Plaatsen langs N553
- Saint-Homme (Thulin)
- Élouges
- Monceau
- Audregnies
- Angre
- Angreau
- Roisin
- (richting Bry in Frankrijk)